# ロード画面
ロード画面（ロードがめん、英: loading screen）は、コンピュータプログラム（多くの場合コンピュータゲーム）がデータのロード（読み込み）中または初期化中に表示する画像を指す。ファイルなどの形で補助記憶装置（ストレージ）に保存されているデータをメインメモリに読み込んで、実行可能・利用可能な状態にするまでの間、ユーザーを手持ち無沙汰にさせないようにするために表示される。
初期のゲームでは、ロード画面はゲーム内グラフィックスにしばしば必要とされる技術的な制限なしに、グラフィックデザイナー（グラフィックアーティスト）が創造性を発揮できる機会でもあった。この時代では、描画ユーティリティも制限されていた。ズーム機能を備えた数少ない8ビット画面ユーティリティの1つである「Melbourne Draw」は、デザイナーにとって選択肢となるプログラムの1つだった。 
ロード画面はコンピュータゲームでは一般的なままであるが、バックグラウンドでのロードは現在多くのゲーム、特にオープンワールド作品でゲームを普通に進む際のロード画面を排除するために用いられており、ワープやファストトラベルの利用時のみロード画面が現れる。 

## ロード時間
プログラムがロードをするのにかかる時間の長さを隠蔽するロード画面は、処理に5分以上かかり得るカセットテープからゲームがロードされるときによく見られた。その後、ゲームのプログラムデータや画像・音声などのメディアデータがマスクROMにデジタル記録されたROMカートリッジ（ロムカセット）が登場し、ゲームコンソールでは主流となった。ロード時間が劇的に短縮されたため、ロード画面を実装する必要性は薄れていったものの、当時はメモリ（RAM）容量の小ささから、画面の切り替え（スクロール）時に次の画面に必要なデータを逐次ロードしながら画面遷移させるなどの工夫が必要だった。ファミリーコンピュータのディスクシステムのように、ゲームコンソールでも磁気ディスクが採用されることもあったが、ロードに非常に時間がかかるという欠点があった。さらに、ROMカートリッジよりも大容量かつ低価格で製造できる光ディスクが主流となったが、今度は光学ドライブの読み込み速度・転送速度といった物理的な限界から読み込みにかかる時間が無視できないほど大きくなったため、再びロード画面が実装されることが一般的になった。
現在、ほとんどのゲームは、光ディスクにデジタル記録されたデータや、ネットワーク経由でダウンロードしたデジタルデータを、ゲームコンソールでもパーソナルコンピュータ (PC) のようにハードディスクドライブ (HDD) またはソリッドステートドライブ (SSD) にいったんインストールし、それらの高速なドライブからロードするようになっている。そのためロード時間は短縮されるが、ゲーム内容も大規模になっており、CPUやメモリも高性能化・高速化・大容量化してはいるものの、データを読み込んで初期化・準備するにはそれなりに時間がかかるため、それらの処理にかかる時間を隠蔽するロード画面はいまだに搭載されている。一部のゲームはストレージにインストールせず光ディスクから直接メモリにロードすることも可能であり、光学ドライブの読み込み速度は過去の磁気メディアよりも高速となってはいるものの、HDDやSSDとは比較にならないほど遅いため、その意味でもロード画面は依然として有用である。
ロード画面のデータ自体もメディアから読み取る必要があるため、実際にはロード画面は全体のロード時間を長くさせる。例えば、ZX Spectrumのゲームの場合、画面データは6キロバイトであり、これはロード画面のない同じゲームと比べてロード時間が約13%増加することを表す。 

## バリエーション

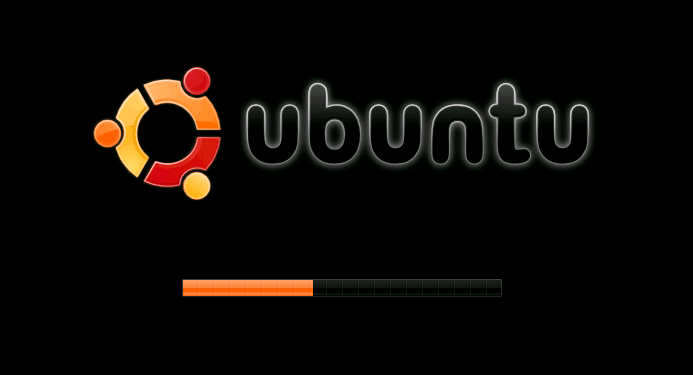
Ubuntuオペレーティングシステムの進行状況を表示するロード画面

ロード画面は静的な画像である必要はない。一部のロード画面には、実際にロードされたデータ量を示すプログレスバーやカウントダウンのタイマーが表示される。 
他のロード画面はユーザーが読む情報を提供するブリーフィング画面を兼ねている。この情報は、ストーリーテリング及び/またはエンターテインメント用のためだけに存在する場合がある。または、ゲームのミッション目標など、ロード完了時に有用な情報をユーザーに提供できる場合もある。 

### ミニゲーム
一部のゲーム、特にコモドール64用の『Skodine Attack』とZX Spectrum用の『Joe Blade 2』ではロード画面にミニゲームも搭載している。よく知られているロード中ゲームの1つが『Invade-a-Load』である。もう1つの例は『Dota 2』の「the shop keepers quiz」があり、これはロード画面というよりゲーム検索画面に類似する。 
ナムコは、ロード画面中にプレイ可能なミニゲームを使用している。その例として、同社の初期のPlayStation用作品の多くを最初に起動した際のロード画面で遊べる同社の様々な古いアーケードゲーム（『ギャラクシアン』や『ラリーX』など）を搭載していた。今日でも、『鉄拳5』などの同社のPlayStation 2用ゲームは、ゲームを最初に起動している間も引き続きゲームを用いてユーザーが手持ち無沙汰にならないようにしている。先行技術のInvade-a-Loadがあるにもかかわらず、ナムコは1995年に特許を出願し、他企業がロード画面でミニゲームをプレイ可能にすることを防いでいた（2015年に特許失効）。最近のEAスポーツのゲームでは「ウォームアップ」セッションが行われている。例えば、『FIFA 11』ではソロでのフリーキック、『NBA Live 10』では2プレイヤーによるシュートアウトがゲームのロード時に行える。『NBA Live 08』は、4プレイヤー用の一般的な知識クイズがある。『MX vs. ATV：Untamed』はプレイヤーがテストコースでフリーライドセッションに参加できるようにしている。 

### 映像
『Call of Duty：World at War』のような一部のゲームでは、ゲームがバックグラウンドでロード中にステージの概要を説明する映像が流れ、ステージのロードが完了すると通常は残りの映像をスキップできるようになる。『レッドファクション:ゲリラ』は、時々後に重要になる出来事の予示やゲームの世界に関するちょっとした情報を伝えるニュース報道が流れることから映像（の情報）は必ずしもステージで起きていることには当てはまらない。 

### 音楽
コモドール64では、テープのロード画面はマシンの高度なSIDサウンドチップを利用したチップチューン形式の音楽を特徴としていたことが多かった。